# Beals Wright

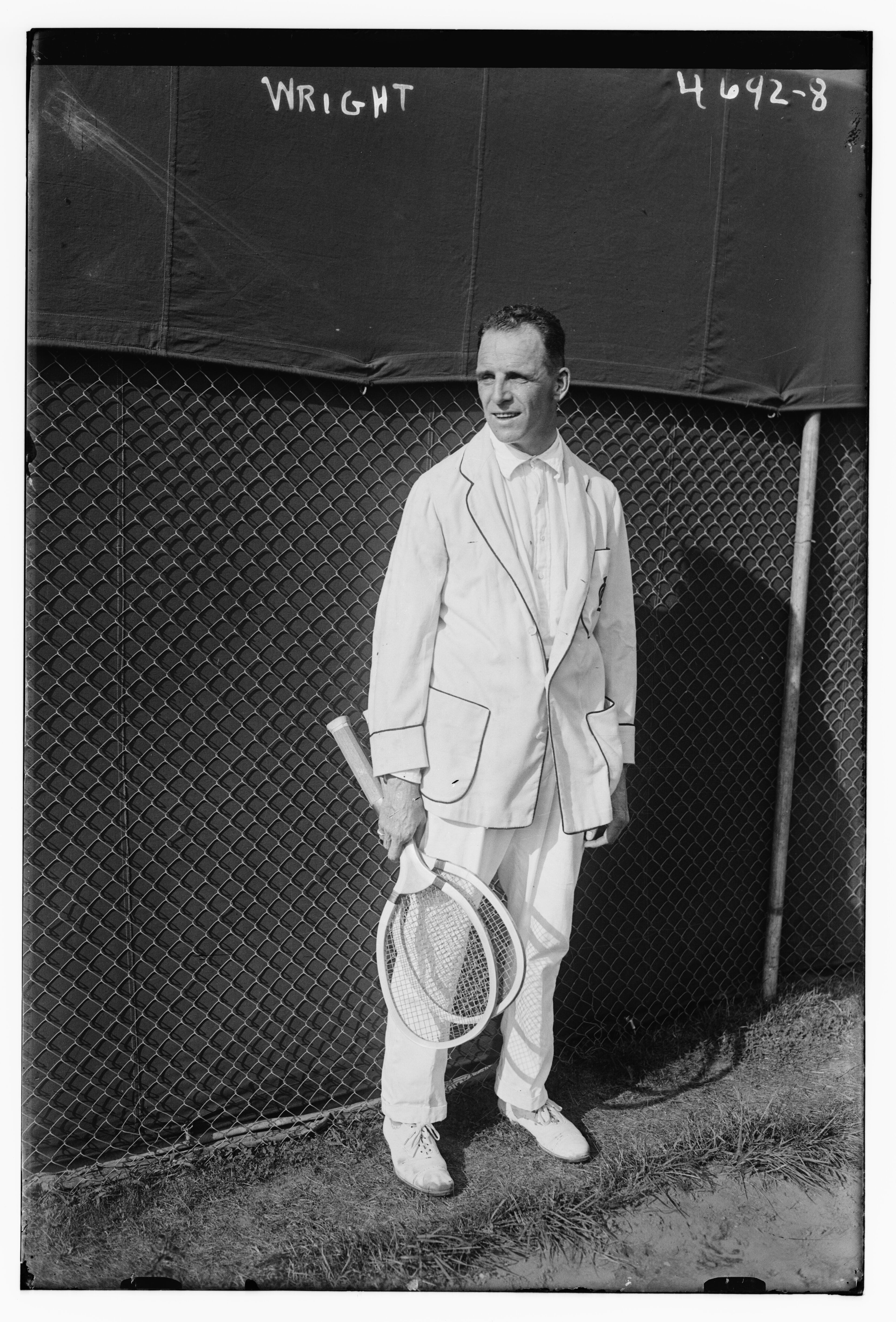
Wright en 1915

Beals Coleman Wright (19 de diciembre de 1879 - 23 de agosto de 1961) fue un jugador de tenis de los Estados Unidos que se destacó a comienzos del siglo XX, logrando ganar dos medallas de oro en los Juegos Olímpicos de San Luis 1904.
Hijo de George Wright, un jugador de baseball profesional, Beals nació en Boston, Massachusetts. Se destacó tanto en la modalidad de sencillos como en dobles. Su juego se caracterizaba por su agresividad, intentando siempre avanzar hacia la red detrás de sus servicios con efecto y de sus devoluciones dentro de los márgenes de la cancha. Su hermano Irving, fue también un buen jugador de tenis.
Su primer suceso importante fue en 1901 cuando alcanzó las finales tanto de sencillos como en dobles del US Championships, perdiendo en ambas. Logró su primer título importante en 1904, cuando se hizo con las medallas en singles y en dobles (junto a Edward Leonard) de los Juegos Olímpicos de St Louis. En la final superó a su compatriota Robert LeRoy, en una competencia que contó con solo un jugador extranjero. Ese mismo año se hizo con su primer US Championships en dobles, haciendo pareja con Holcombe Ward.
Su mejor año fue sin dudas 1905. Se convirtió en el segundo jugador zurdo en conquistar el US Championships en singles, destronando al campeón reinante y compañero de dobles Holcombe Ward, venciéndolo en sets corridos en la final. En su camino al título venció a otros grandes jugadores como William Larned, Clarence Hobart y William Clothier. Junto a Ward, conquistaron su segundo título de dobles consecutivo en el torneo. Además hizo su debut en Copa Davis, donde venció a las estrellas australianas, Norman Brookes y Anthony Wilding, en el partido previo a la final ante las islas británicas. En la final perdieron sin atenuantes ante el combinado liderado por Laurie Doherty, y Wright perdió el dobles junto a Ward, justamente ante los hermanos Doherty.
En 1906 defendió su título de dobles junto a Ward en el US Championships y volvió a ser parte del equipo de Copa Davis en 1907. En 1908 logró dos enormes victorias ante las estrellas oceánicas Norman Brookes y Anthony Wilding en la final de la Copa Davis, en el césped de Christchurch, Nueva Zelanda, aunque perdió en el dobles junto a Fred Alexander y Australasia logró retener la copa que había conquistado el año anterior. Su última participación en la copa fue en la final de 1912, donde perdió los dos partidos que jugó, y se retiró del tenis sin haber podido alzarse con un trofeo de Copa Davis. En singles alcanzó dos veces más la final del US Championships: en 1906 (por su condición de campeón del año anterior) perdió ante William Clothier y 1908 perdió ante William Larned.
En 1956 fue incluido en el Salón Internacional de la Fama del tenis y murió el 23 de agosto de 1961 en Alton, Illinois.

## Torneos de Grand Slam

### Campeón Individuales (1)
| Año  | Torneo           | Oponente en la final | Resultado    |
| 1905 | US Championships | Holcombe Ward        | 6-2 6-1 11-9 |

### Finalista Individuales (3)
| Año  | Torneo           | Oponente en la final | Resultado       |
| 1901 | US Championships | William Larned       | 2-6 8-6 4-6 4-6 |
| 1906 | US Championships | William Clothier     | 3-6 0-6 4-6     |
| 1908 | US Championships | William Clothier     | 1-6 2-6 6-8     |

### Campeón Dobles (3)
| Año  | Torneo           | Pareja        | Oponentes en la final         | Resultado           |
| 1904 | US Championships | Holcombe Ward | Kreigh Collins Raymond Little | 1-6 6-2 3-6 6-4 6-1 |
| 1905 | US Championships | Holcombe Ward | Fred Alexander Harold Hackett | 6-4 6-4 6-1         |
| 1906 | US Championships | Holcombe Ward | Fred Alexander Harold Hackett | 6-3 3-6 6-3 6-3     |

### Finalista Dobles (3)
| Año  | Torneo           | Pareja         | Oponentes en la final          | Resultado   |
| 1901 | US Championships | Leo Ware       | Dwight Davis Holcombe Ward     | 3-6 7-9 1-6 |
| 1907 | Wimbledon        | Karl Behr      | Norman Brookes Anthony Wilding | 4-6 4-6 2-6 |
| 1908 | US Championships | Raymond Little | Fred Alexander Harold Hackett  | 1-6 5-7 2-6 |

- Datos: Q499557
- Multimedia: Beals Coleman Wright / Q499557